# Apex
Apex株式会社（アペックス）は、日本の自動車用チューニングパーツメーカー。本社は、愛知県豊明市。自動車パーツブランド表記はA'PEXi。

## 事業所
- 本社 - 愛知県豊明市阿野町三本木17番1
- 富士工場 - 静岡県富士宮市西山1890-1
- 八王子テクノセンター - 東京都八王子市松木9-1

## 沿革
- 2007年（平成19年）
  - 4月2日 - 設立。
  - 12月 - 「Apexi」ブランド製品の開発、製造および販売開始。
- 2009年（平成21年）1月 - 東京オートサロン出展。
- 2010年（平成22年）6月 - 有機ELコマンダー付P-FC発売。
- 2011年（平成23年）
  - 6月 - スマートアクセルコントローラー（SAC）発売。
  - 7月 - Apex China（長春市頂点商貿有限公司）設立。
  - 9月 - N1 evolution マフラー B-type 発売。
  - 11月 - ハイブリッドメガホンエボリューションマフラー C-type 発売。
- 2012年（平成24年）
  - 6月 - DIN3メーター 発売。
  - 10月 - 本社を神奈川県相模原市から東京都八王子市に移転。
- 2013年（平成25年）6月 - エアフロ変換アダプタ 発売。
- 2014年（平成26年）
  - 5月 - INTAKE D Plus 発売。
  - 5月 - N1 evolution EXTREME マフラー 発売。
  - 5月 - FULL EXHAUST SYSTEM 発売。
- 2020年（令和2年）5月 - 中京車体工業株式会社の100%子会社になる（代表者：森孝義）。本社を名古屋市緑区鳴海町字下汐田に移転。
- 2022年（令和4年）5月 - 本社を愛知県豊明市阿野町三本木17番1に移転。

## 概要
「株式会社アペックス」は、1992年（平成4年）4月1日創業。資本金は4億1417万8千円。
創業者である長谷川勇は、かつては自動車用チューニングパーツメーカーとして知られるエッチ・ケー・エスを、実兄である長谷川浩之と共同経営していた。
しかし、兄弟間の会社運営に対する方針の相違により、一部の同社社員と共に「株式会社アペックス」を神奈川県厚木市に設立。自動車用マフラーの開発・製造から事業を開始した。
自動車用チューニング部品専業であったが、後にディーゼル環境事業を設立し、2005年（平成17年）1月5日に「株式会社アペックス」から「アペクセラ株式会社」に改称した（資本参入した海外企業の社名とシャッフルしたリネームであったと言われる）。
しかし、経営の多角化が徒となり次第に業績が悪化し、事実上の倒産に至る。
2007年（平成19年）2月に約53億円の負債を抱え民事再生法の適用を受け、同年12月1日から自動車パーツ部門の業務譲渡を受けたApex株式会社が別組織として発足した。
ディーゼル環境部門は株式会社ESRに譲渡された。倒産に至った創業会社は、破産管財人に委ねられ清算された。
2020年（令和2年）5月22日株式譲渡によりバス・特種用途自動車の架装メーカー中京車体工業株式会社の100％子会社となり、代表者が中西暁から森孝義になった。

## 特徴
古参として有名なHKSの元エンジニアが創業当時多数在籍していた背景から、高い技術のチューニングパーツメーカーとして知られ、マフラー（スーパーメガホン・N1マフラー）、車高調（N1ダンパー）、ECU（パワーFC。初めて車種ごとの基礎データを入力しその後のセッティングを簡易化させた）等のパーツ、ガスケットやターボチャージャー等のエンジンチューニングに関する物が知られている。「株式会社アペックス」時代には、ブレーキ系パーツも手掛けており、ブレーキローター（スーパーブレーキローター等）やブレーキパッド（N1ブレーキパッド等）も商品展開されていた。
環境問題や合法性が問われる時代に入り、対策品をいち早く開発することでも知られており、車内から排気音を調整できるECVやスポーツ触媒、排圧感応式のアクティブサイレンサー等が発売された。
アペクセラ時代には、自動車関連事業への依存から脱却するために、住宅セキュリティーの分野も手がけていた。

## レース活動
D1グランプリ開始時から参戦していた古参であったが、多角経営での収益が圧迫し会社の業績が悪化した為2006年（平成18年）に撤退した。ドライバーは今村陽一。車種は初年度がトヨタ・アルテッツァ（SXE10）。翌年からマツダ・RX-7（FD3S）。初年度は成績が低迷したが、翌年マシンチェンジをしてから成績が上がり、2003年（平成15年）にシリーズ優勝、翌年準優勝を記録している。SUPER GT（旧：全日本GT選手権）には1998年（平成10年）からトヨタ・MR2で参戦（当時アペックスのレーシング部門であった現在のAprが担当）。翌年クラス優勝を飾り2000年（平成12年）からオートバックスと手をとりトヨタ・MR-Sにスイッチした。
2023年（令和5年）からTOYOTA GAZOO Racing GR86/BRZ Cup（86/BRZレース）プロフェッショナルシリーズに井口卓人がチームオーナーとしてTeam Takutyで参戦するにあたりスポンサーとしてサポート。ダンパー、マフラーを開発し、参戦初年度の2023年（令和5年）に井口卓人がシリーズ優勝。